# Riikka Sirviö
Riikka Sirviö (Kajaani, 11 aprile 1974) è un'ex fondista finlandese.

## Biografia
In Coppa del Mondo ottenne il primo risultato di rilievo il 28 gennaio 1995 a Lahti (41ª) e il primo podio il 13 gennaio 2001 a Soldier Hollow (3ª).
In carriera prese parte a quattro edizioni dei Campionati mondiali, vincendo una medaglia.

## Palmarès

### Mondiali
- 1 medaglia:
  - 1 bronzo (staffetta[1] a Trondheim 1997)

### Coppa del Mondo
- Miglior piazzamento in classifica generale: 25ª nel 2001
- 2 podi (entrambi a squadre[2])[3]:
  - 2 terzi posti